# Untenweeg
Untenweeg ist ein aus einer Hofschaft hervorgegangener Wohnplatz in der bergischen Großstadt Solingen. An der Stelle der einstigen Hofschaft befindet sich heute die Dependance Kanalstraße der Gesamtschule Höhscheid.

## Lage und Beschreibung
Der Ort befindet sich im Norden des Stadtbezirks Burg/Höhscheid im Straßenviereck zwischen Kanal-, Zweig-, Gas- und Grünewalder Straße, wovon letztere als Bundesstraße 229 klassifiziert ist. Im Süden schließt sich die Siedlung Weegerhof des Spar- und Bauvereins Solingen an. Im Norden, an der Gassstraße, befinden sich das Baudenkmal Gasstraße 9, das Bürgerbüro Höhscheid, das Stadtarchiv Solingen sowie das markante Ziegelgebäude Deltawerk, das heute einen Gewerbepark beherbergt. Im Südwesten befindet sich das Kirchengebäude St. Suitbertus, nach Südosten fällt das Gelände zum Weinsberger Bach hin ab. 
Benachbarte Orte sind bzw. waren (von Nord nach West): Esel, Grünewald, Dickenbusch, Wiedenhof, Irlen, Brühl, Unnersberg, Königsmühle, Erf, Lindenhof, Obenweeg und Obenpilghausen.

## Etymologie
Die Ortsbezeichnung spielt wohl auf die Lage des Ortes an einer in früheren Zeiten bedeutsamen Altstraße an. Die heutige Bundesstraße 229, an der der Ort liegt, wurde 1752 bis 1754 zum Neuen Rheinweg ausgebaut, der die Handelsstadt Solingen mit dem Rheinhafen in Hitdorf verband. 

## Geschichte
Die Hofschaft Weeg, die aus den beiden Hofstellen Unten- und Obenweeg besteht, kann bis in das 15. Jahrhundert zurückverfolgt werden, sie wurde erstmals im Jahre 1441 als van Wege urkundlich erwähnt.:1 Im Zehntverzeichnis der Abtei Altenberg von 1488 wird der Ort als zom Weegh erwähnt. In dem Kartenwerk Topographia Ducatus Montani von Erich Philipp Ploennies, Blatt Amt Solingen, aus dem Jahre 1715 ist das heutige Untenweeg mit einer Hofstelle verzeichnet und als a. weg verzeichnet. Der Ort wurde in den Registern der Honschaft Solingen innerhalb des Amtes Solingen geführt. Die Topographische Aufnahme der Rheinlande von 1824 verzeichnet den Ort als unten Weg und die Preußische Uraufnahme von 1844 als Unt. Weeg. In der Topographischen Karte des Regierungsbezirks Düsseldorf von 1871 ist der Ort als Unt Weg verzeichnet.
Nach Gründung der Mairien und späteren Bürgermeistereien Anfang des 19. Jahrhunderts gehörte der Ort zur Bürgermeisterei Dorp, die 1856 das Stadtrecht erhielt, und dort in der nach ihm benannten Flur IX. Weeg. Die Bürgermeisterei beziehungsweise Stadt Dorp wurde nach Beschluss der Dorper Stadtverordneten zum 1. Januar 1889 mit der Stadt Solingen vereinigt. Damit wurde Untenweeg ein Ortsteil Solingens. 
Bereits Ende des 19. Jahrhunderts wuchs die Bürgermeisterei Dorp in ihren nördlichen Außenbereichen allmählich mit der Stadt Solingen zusammen, mit der sie schließlich 1889 auch offiziell verschmolz. Das von Industrie geprägte Gebiet (u. a. Zwillingswerk, Friedrich Herder Abr. Sohn und Deltawerk) südlich des alten Solinger Hauptbahnhofes verdichtete sich bis um die Jahrhundertwende zum 20. Jahrhundert und wurde an den umliegenden Straßen auch geschlossen durch Wohnhäuser sowie teils auch Werkswohnungen bebaut. Die im Süden ursprünglich auf freiem Feld liegenden Hofschaften wie Untenweeg gingen bis Anfang des 20. Jahrhunderts in der geschlossenen Bebauung auf. Nach der Errichtung der Siedlung Weegerhof des Solinger Spar- und Bauverein in der Mitte der 1920er Jahre wurde die Hofschaftsbebauung schließlich von allen Seiten durch neue Bebauung mit Wohnhäusern umschlossen.
Die Hofgebäude von Untenweeg sind auf dem amtlichen Stadtplan noch bis in die 1960er Jahre verzeichnet. An ihrer Stelle an der Kanalstraße 20 wurde ab 1967 mit dem Bau einer Hauptschule begonnen, die als Hauptschule Weeg 1969 ihren Betrieb aufnahm. Die Schule wurde 1986 mit der Hauptschule Brühl zur neuen Hauptschule Höhscheid zusammengeschlossen. Nach Schließung dieser Schule befindet sich heute in dem Gebäude eine Dependance der Gesamtschule Höhscheid.